# Меґасфен
Меґасфен або Меґастенес (Μεγασθένης) — давньогрецький мандрівник, родом з Арахозії, який за дорученням Селевка I відвідав з дипломатичним завданням двір об'єднувача Індії Чандраґупти в місті Паталіпутра. Це посольство не могло бути здійснене пізніше за 298 рік до н. е., рік смерті Чандрагупти (Мегасфен називає його Сандрокоттом).
У своїй праці «Індіка» (не плутати з однойменним твором Ктесія) Мегасфен описав основні річки Західної Індії, згадав Гімалаї і Шрі-Ланку, а також систему каст. Праця Меґастфена до нашого часу не збереглася, проте обширні витяги з неї приводять Діодор, Страбон і Арріан.